# Hafslo
Hafslo ist ein Dorf und Tettsted in der norwegischen Kommune Luster in der Provinz Vestland.
Hafslo hat 1169 Einwohner (Stand: 1. Januar 2024). Der Ort liegt am Nordufer des Sees  Hafslovatnet, etwa 3 km nordwestlich des Ortes Solvorn, der am Ufer des Lustrafjords liegt. Der See Veitastrondsvatnet liegt nordwestlich von Hafslo. Der Ort Sogndalsfjøra liegt 15 km südlich, der Ort Gaupne etwa 15 km nördlich und der Ort Veitastrond etwa 25 km nordwestlich. Die Reichsstraße 55 verläuft auf ihrem Weg von Sogndalsfjøra nach Gaupne östlich an Hafslo vorbei durch den Ort Stolpen.

## Geschichte
Der Ort Hafslo war früher der Verwaltungssitz der eigenständigen Kommune Hafslo, die von 1838 bis Ende 1962 existierte, als Hafslo gemeinsam mit dem Jostedalen in die Kommune Luster eingegliedert wurde. Zum Zeitpunkt der Eingliederung lebten 2384 Personen in der Kommune Hafslo. Die Kirche von Hafslo war die Hauptkirche der Kommune und ist nach wie vor die Hauptkirche der Pfarrei Hafslo. Die Holzkirche wurde im Jahr 1878 erbaut.

## Bildergalerie

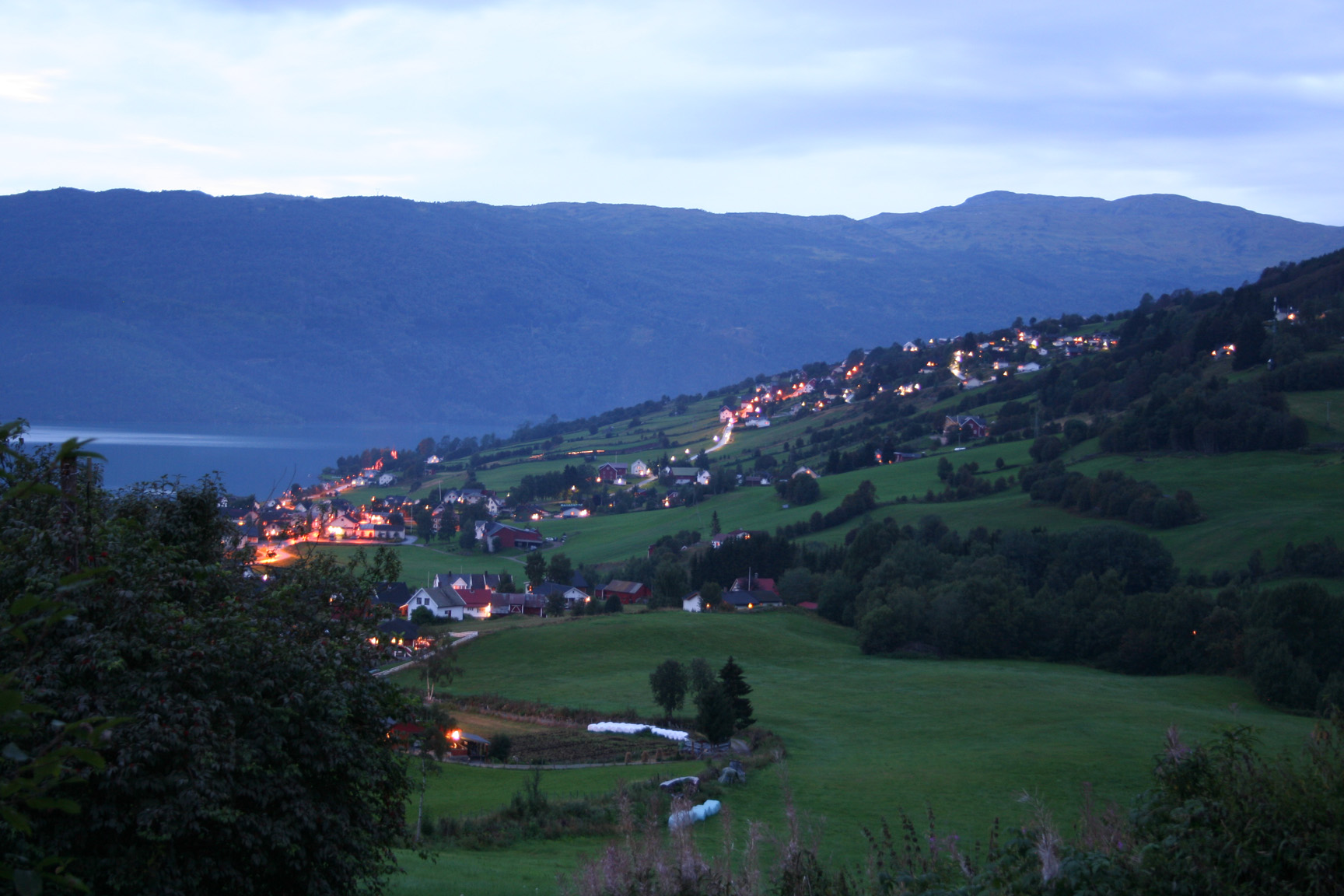
Blick auf Hafslo
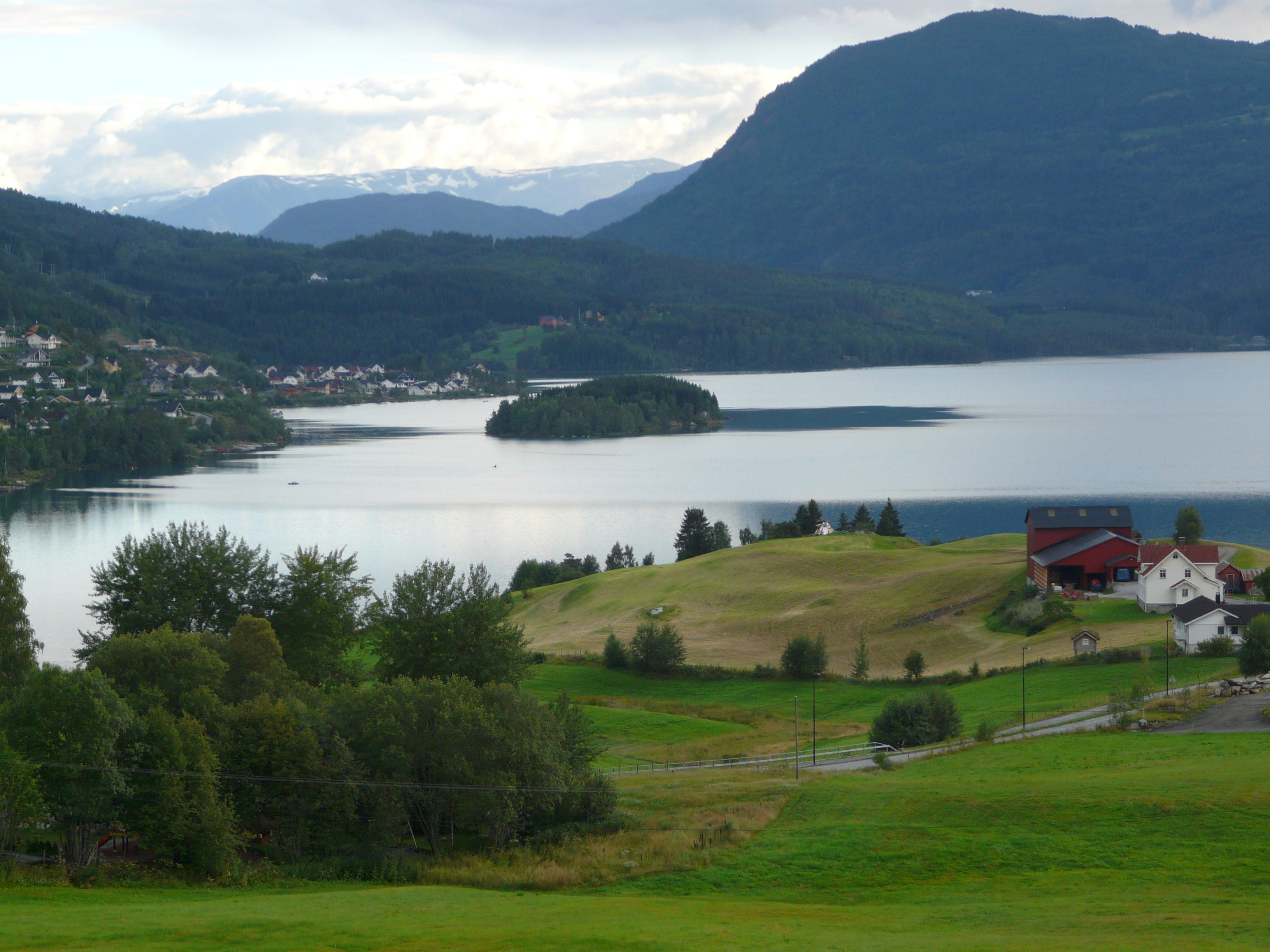
Blick von Hafslo nach Süden
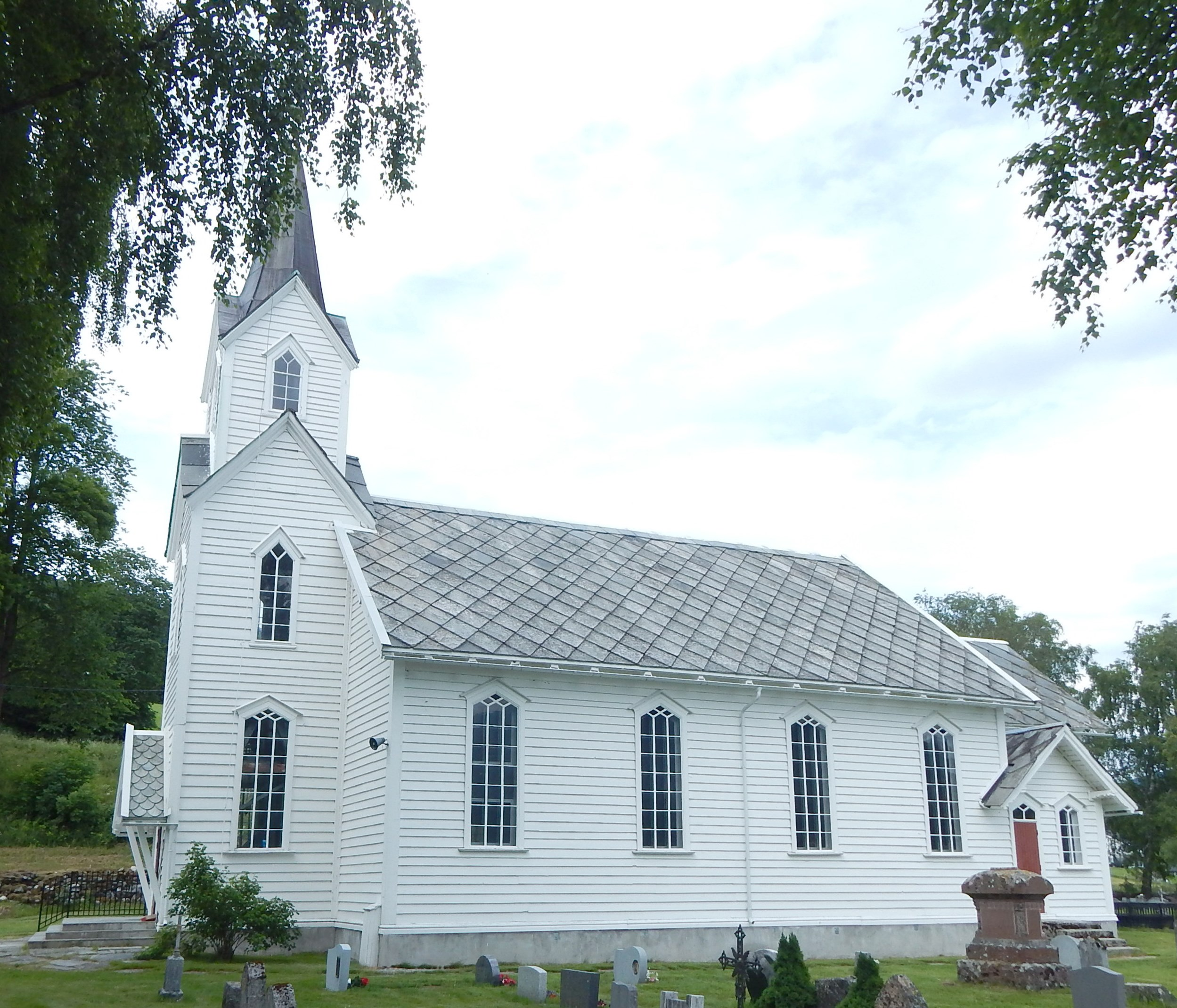
Die Kirche von Hafslo